# Amt Osterode
Das Amt Osterode war ein historisches Verwaltungsgebiet des Fürstentums Grubenhagen, später des Königreichs Hannover bzw. der preußischen Provinz Hannover. Sitz des Amt war die Stadt Osterode am Harz.

## Geschichte
Um die 1151 bezeugte Burg Osterode bildete sich ein mittelalterliches Gericht, das mit der Aufgabe der Burg Anfang des 16. Jahrhunderts wieder einging. Erst ab etwa 1561 entstand um das neue fürstliche Schloss wieder ein Amtsbezirk, der 1750 um das Gericht Eisdorf, 1800 um das Dorf Schwiegershausen und 1832 das Dorf Dorste erweitert wurde. 1859 wurden das Amt Westerhof und die Vogtei Katlenburg aus dem bisherigen Amt Katlenburg-Lindau eingegliedert. 1885 wurde das Gebiet um Katlenburg (ohne das Dorf Wulften) wieder abgetrennt und der Rest des Amts Osterode in die Kreisverfassung überführt.

## Gemeinden
Bei seiner Aufhebung (1885) gehörten dem Amt Osterode folgende Gemeinden an:
| - Berka (**) - Dögerode (*) - Dorste - Düderode (*) - Duhm, mit Katlenburg (**) - Eboldshausen (*) - Echte (*) - Eisdorf | - Förste - Freiheit - Gillersheim (**) - Harriehausen (*) - Kalefeld (*) - Katzenstein - Lasfelde | - Marke (*) - Nienstedt - Oldenrode (*) - Oldershausen (*) - Petershütte - Schwiegershausen - Sebexen (*) | - Suterode (**) - Wachenhausen (**) - Westerhof (*) - Wiershausen (*) - Willensen (*) - Willershausen (*) - Wulften (**) |

(*) Aus dem ehemaligen Amt Westerhof; (**) aus dem ehemaligen Amt Katlenburg-Lindau.
- Karte mit allen verlinkten Seiten:
- OSM |
- WikiMap

## Amtmänner
- Um 1555: Rothe
- Um 1609: Günzel Wacker
- Um 1626: Statius Julius Borcholt; Marquard von Hodenberg
- Um 1639: Hinrich Giesecke
- Um 1642: Johann Henning
- Um 1644: Johannes Dulk
- 1668–1672: Johann von Mengershausen
- 1673–1676: Johann Georg von Beller
- 1676–1680: Johann Georg Ruperti
- 1680: Johann Tiemann
- 1680–1688: Johann Otto von Bonn
- ab 1689: Justus Jonas Rettberg
- 1707–1717: J. H. E. von Sobbe
- 1717-: Statius Georg Nanne
- 1729–1731: von Steinberg
- 1732: Alberti
- 1734–1748: Heider
- 1770: Isenbart, Amtmann und Stadtschultheiß
- 1776–1793: Alberti
- - 1797: Heinrich Georg Anton Meyer
- 1797–1835: Johann Friedrich Kern, Oberamtmann (1752–1836)
- 1837: vakant
- 1839–1853: Albrecht Friedrich von Münchhausen, Kammerrat, ab 1851 Drost
- 1853–1868: Gustav Friedrich von Hinüber, Amtmann
- 1868–1876: Franz Carl Bollert, Amtmann
- 1876–1884: Julius Rasch, Amtmann, Kreishauptmann